# Gasthaus zum Schwan (Castell)

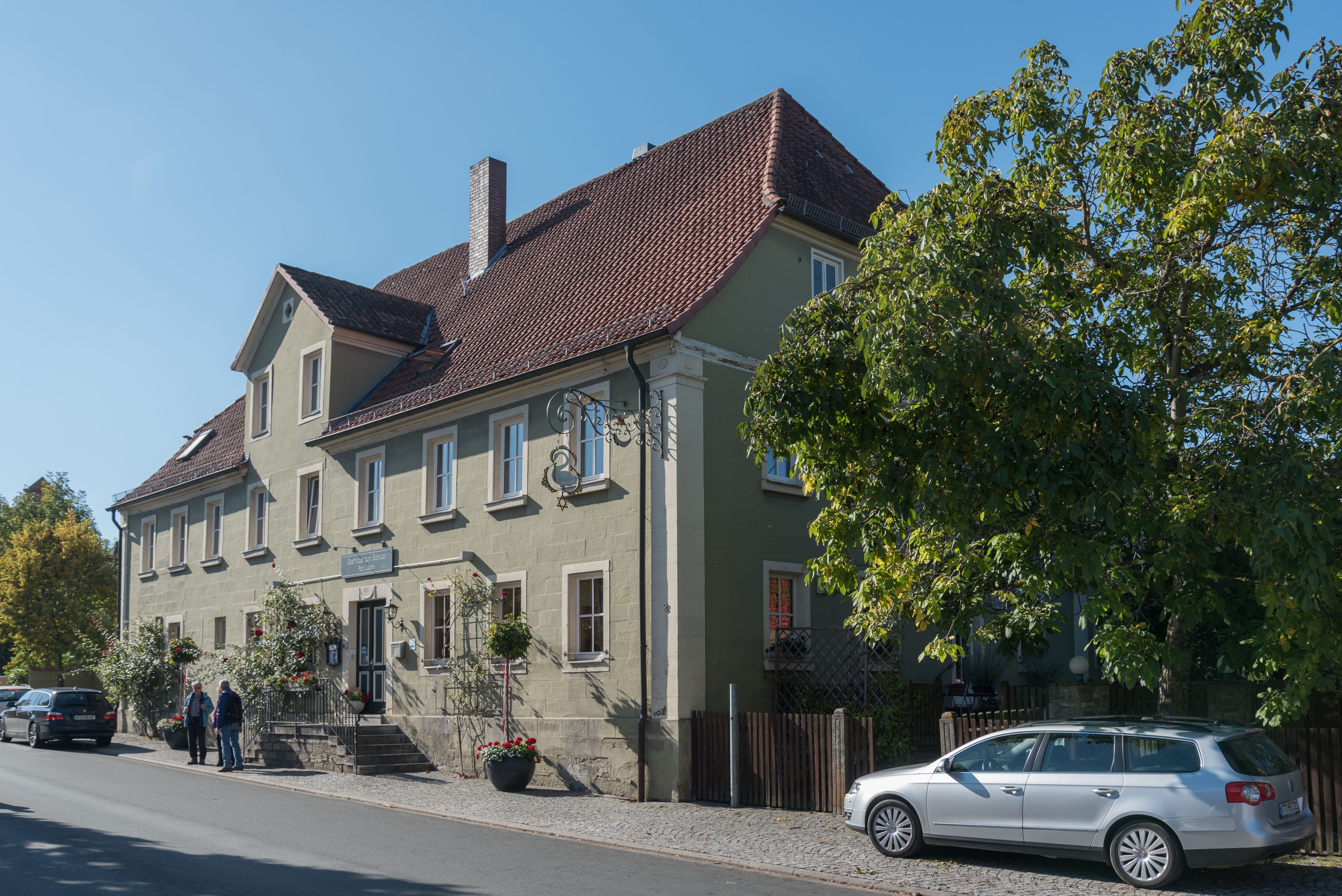
Haus Birklinger Straße 2

Das Gasthaus zum Schwan (zeitweise auch Gasthaus Zum Weißen Schwan; Adresse Birklinger Straße 2, früher Hausnummer 82) ist ein historischer Gasthof im unterfränkischen Castell im Landkreis Kitzingen. Im Haus war bis 1781 die gemeindliche Ziegelhütte untergebracht.

## Geschichte
Das Grundstück an der Birklinger Straße, der heutigen Bundesstraße 286, wurde im Jahr 1781 mit einer Ziegelhütte bebaut. Hier wurden Dachziegel und Backsteine hergestellt und Kalk für den Hausbau gebrannt. Die Gemeinde als Bauherr verpachtete die Hütte in der Folge an den Bauern Johann Andreas Göllner, der aus Trautberg stammte. Bereits zwei Jahre später wurde das Haus von Johann Andreas Göllner selbst für 900 Gulden erworben. Er richtete auf dem Grundstück eine Gastwirtschaft ein. Im Jahr 1790 wurde dem Gasthaus, das bereits nach dem Schwan benannt war, eine Braugerechtigkeit erteilt.
Göllner teilte sich ab 1792 den Besitz an der Wirtschaft mit seinem Schwiegersohn Braun, der bis 1804 auch als alleiniger Eigentümer nachweisbar ist. An der Stelle der Ziegelhütte entstand ab 1805 ein Brauhaus, das von Johann Georg Ochs betrieben wurde. Unter Ochs erneuerte man auch das Gasthaus selbst, wobei inzwischen auch eine Backgerechtigkeit mit dem Gebäude verbunden war. 1842 wurde anstelle der Obstdörre eine Kegelbahn errichtet. 1859 errichtete der Schwanenwirt Johann Christoph Ernst das Haus nach einem großen Brand vollständig neu. Der Schwanenwirt Johann Thomas Paulus wurde 1893 zum königlich-bayerischen Posthalter ernannt, wenige Monate später erhielt das Haus einen Poststall angebaut.
Um 1900 wurde das Gasthaus um einen großen Eis- und Bierkeller an der benachbarten Lehmsteige erweitert. Zwischen 1906 und 1912 besaß Paul Silbermann aus Repperndorf das Gasthaus, verpachtete es jedoch immer wieder an verschiedene Wirte. 1906 endete zugleich die jahrhundertealte Brautradition im „Schwanen“. Auf Wunsch des fürstlichen Hauses wurde 1908 ein Casino für die fürstlichen Beamten angebaut, das ebenfalls mit einer Kegelbahn ausgestattet war. Das Casino war bis 1933 in Betrieb und stand ausschließlich den Beamten der fürstlichen Verwaltung offen.
Der Wirt Georg Deininger, der den „Schwanen“ zwischen 1912 und 1963 besaß, ließ das Haus umfassend renovieren. Die Kegelbahn wurde neuerlich verlegt. Ab 1933 bestand eine Tankstelle, die unmittelbar nach dem Zweiten Weltkrieg aufgegeben wurde. Während der nationalsozialistischen Diktatur fiel das Gasthaus unter die Bestimmungen des Reichserbhofgesetzes. 1953 wurden erstmals Fremdenzimmer in den Räumlichkeiten oberhalb des Gasthauses eingerichtet. Deininger folgte ab 1963 der Gastwirt Willibald Lösch nach.
Im Jahr 1964 wurde der ehemalige Tanzsaal zu einer Wohnung umgewandelt. Lösch ließ auch das ehemalige Casino umbauen. 1981 folgte der Anbau eines weiteren Gastraumes, dem sogenannten Kachelofenzimmer. 1996 folgte die Verpachtung der Gaststätte an den Sohn Markus Lösch. Im Jahr 1996 erhielt das Gasthaus zum Schwan eine Gartenterrasse. Bis heute wird in den Räumlichkeiten weiterhin eine Gastwirtschaft betrieben. Das Bayerische Landesamt für Denkmalpflege ordnet das Gasthaus als Baudenkmal ein.

## Beschreibung

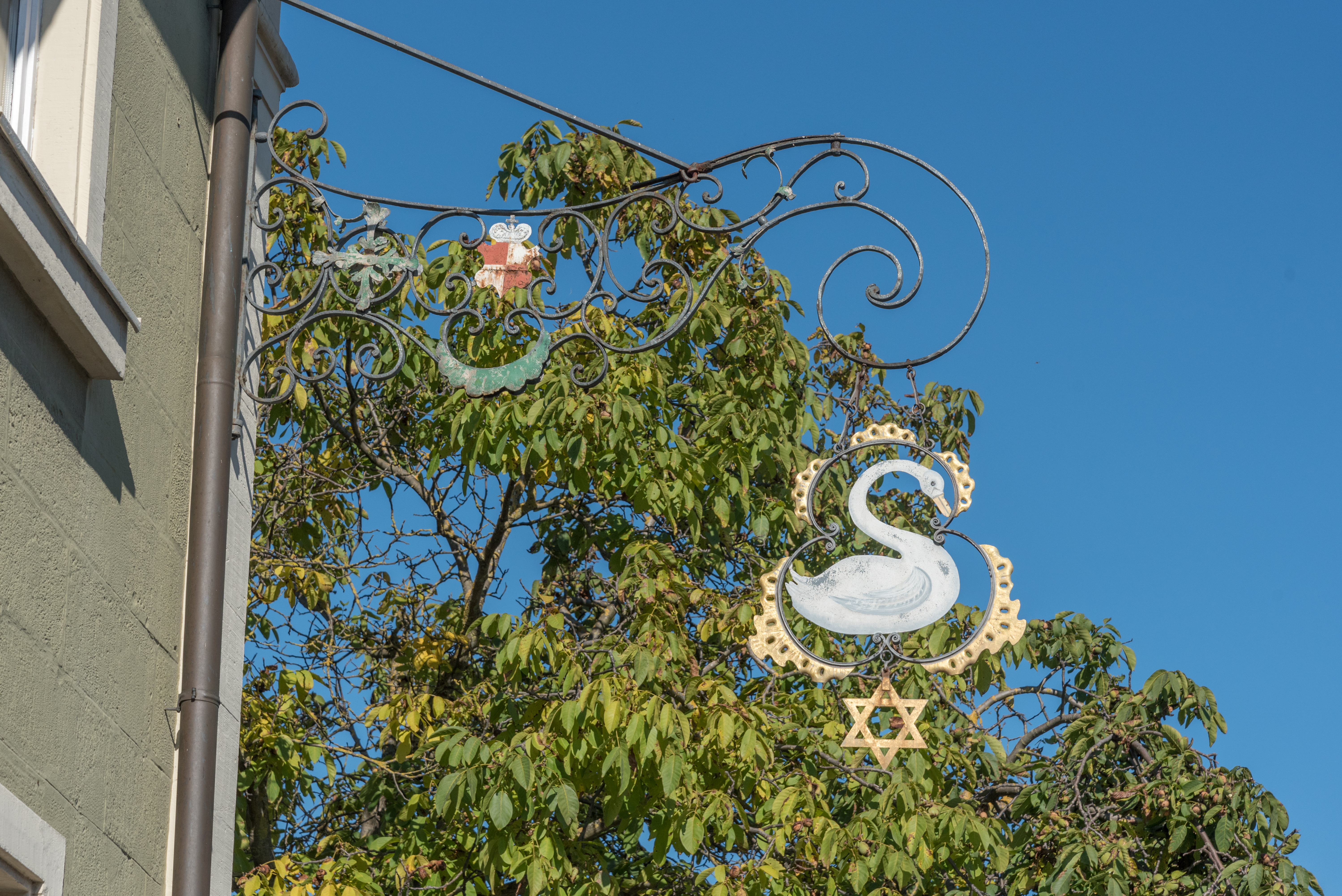
Ausleger am Gasthaus

Das Gasthaus präsentiert sich heute als zweigeschossiger Halbwalmdachbau. Es wurde nach einem Brand im Jahr 1859 bis 1860 vollständig neu errichtet. Älter sind lediglich die Kelleranlagen, die noch auf den Neubau im Jahr 1824 zurückzuführen sind. Der Neubau entstand traufständig an der wichtigen Verbindungsstraße nach Birklingen bzw. Rüdenhausen. Das Gasthaus wurde mit einem Zwerchhaus ausgestattet, das den repräsentativen Ansprüchen genügen sollte. Aus dem 19. Jahrhundert stammt der Wirtshausausleger. Er zeigt den namensgebenden Schwan und den Braustern, der kunstvoll verzierte Aufbau wurde mit dem Wappen der Fürsten zu Castell versehen.